# Reșița
Reșița là một thành phố România. Thành phố thuộc hạt Caraș-Severin. Đây là thành phố lớn thứ 30 quốc gia này. Thành phố Reșița có dân số 83.985 người (theo điều tra dân số năm 2002), diện tích km2. Thành phố có độ cao 245 mét trên mực nước biển.